# Hiltrud Häntzschel

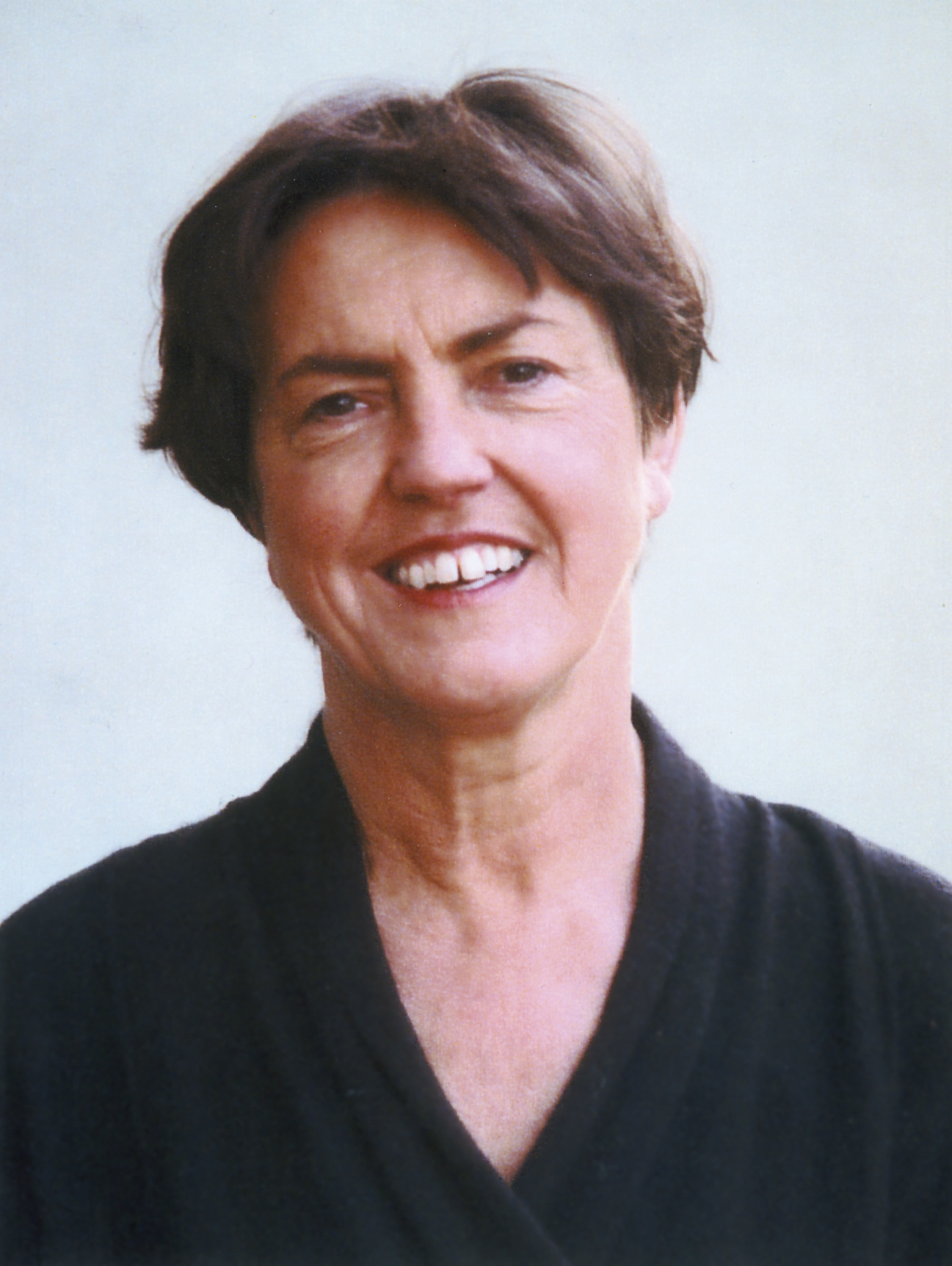
Porträt von Hiltrud Häntzschel

Hiltrud Häntzschel (geboren als Hiltrud Schlotke, 25. Juli 1939 in Aschersleben) ist eine deutsche Literaturwissenschaftlerin.

## Leben
Hiltrud Schlotke wurde als Tochter eines Oberstudienrats geboren. Die Familie floh 1945 nach Ravensburg in Oberschwaben. Dort besuchte sie die Volksschule und das Mädchengymnasium. Sie studierte nach der Ausbildung zur Diplombibliothekarin Germanistik und Philosophie an den Universitäten Göttingen, Heidelberg und Zürich. In Heidelberg wurde sie 1967 mit einer Arbeit über Friedrich Nietzsche promoviert. 1967 heiratete sie den Germanisten Günter Häntzschel. Sie haben drei Kinder. Sie arbeitet als freiberufliche Wissenschaftlerin und Publizistin in München und als Lehrbeauftragte an der Universität München. Sie hatte eine Gastprofessur in Chicago.
Häntzschel publiziert und ediert zur Exilforschung, zur Wissenschaftsgeschichte von Frauen und zur Literatur seit dem 18. Jahrhundert. Sie ist Mitglied des deutschen P.E.N.-Zentrums.

## Schriften (Auswahl)
- Annette Kolb: Werke. 4 Bände. Herausgeberin von Hiltrud und Günter Häntzschel. Wallstein, Göttingen 2017.
- als Herausgeberin mit Irene Below, Inge Hansen-Schaberg, Maria Kublitz-Kramer: Fluchtorte – Erinnerungsorte. Sanary-sur-Mer, Les Milles, Marseille (= Frauen und Exil. 10). edition text + kritik, München 2017, ISBN 978-3-86916-603-2.
- als Herausgeberin mit Inge Hansen-Schaberg, Claudia Gluntz, Thomas F. Schneider: Exil im Krieg 1939–1945 (= Krieg und Literatur. = War and Literature. 22). V&R Unipress, Göttingen 2016, ISBN 978-3-8471-0631-9.
- als Herausgeberin mit Sylvia Asmus, Germaine Goetzinger, Inge Hansen-Schaberg: Auf unsicherem Terrain. Briefeschreiben im Exil (= Frauen und Exil. 6). edition text + kritik, München 2013, ISBN 978-3-86916-272-0.
- als Herausgeberin mit Inge Hansen-Schaberg: Alma Maters Töchter im Exil. Zur Vertreibung von Wissenschaftlerinnen und Akademikerinnen in der NS-Zeit (= Frauen und Exil. 4). edition text + kritik, München 2011, ISBN 978-3-86916-142-6.
- als Herausgeberin mit Inge Hansen-Schaberg: Politik – Parteiarbeit – Pazifismus in der Emigration. Frauen handeln (= Frauen und Exil. 3). edition text + kritik, München 2010, ISBN 978-3-86916-078-8.
- als Herausgeberin: Der Kuss. Ein Lesebuch. Goldmann, München 2009, ISBN 978-3-442-46870-6.
- Marieluise Fleißer. Eine Biographie. Frankfurt am Main: Insel-Verlag, Frankfurt am Main u. a. 2007, ISBN 978-3-458-17324-3.
- mit Günter Häntzschel: Wolfgang Koeppen. Leben, Werk, Wirkung (= Suhrkamp-BasisBiographie. 12). Suhrkamp, Frankfurt am Main 2006, ISBN 3-518-18212-9.
- mit Günter Häntzschel: „Ich wurde eine Romanfigur“. Wolfgang Koeppen 1906–1996. Suhrkamp, Frankfurt am Main 2006, ISBN 3-518-41769-X.
- Brechts Frauen. Rowohlt, Reinbek bei Hamburg 2002, ISBN 3-498-02964-9.
- Irmgard Keun (= Rororo. 50452. Rowohlts Monographien.). Rowohlt, Reinbek bei Hamburg 2001, ISBN 3-499-50452-9.
- Marieluise Fleißer aus Ingolstadt. „Diese Frau ist ein Besitz“. Zum 100. Geburtstag (= Marbacher Magazin. 96, Sonderheft). Deutscher Schillergesellschaft, Marbach am Neckar 2001, ISBN 3-933679-56-7.
- als Herausgeberin mit Hadumod Bußmann: „Bedrohlich gescheit“. Ein Jahrhundert Frauen und Wissenschaft in Bayern. Beck, München 1997, ISBN 3-406-41857-0.
- Hiltrud Häntzschel-Schlotke: Der Aphorismus als Stilform bei Nietzsche. Heidelberg 1967, (Heidelberg, Universität, Dissertation, vom 15. Dezember 1967).